# عزة عطورة
عزة عطورة بطلة كأس العالم في رياضة كيك بوكسينغ وموياي تاي، ولدت في حماة بتاريخ 6 تشرين الأول (أكتوبر) 1974 ، خريجة كيلة الفنون الجميلة من جامعة دمشق، بدأت بممارسة رياضة الكيك بوكسينغ عام 1995، وكان أول ظهور إعلامي لها مع الإعلامي عبد المعين عبد المجيد على التلفزيون السوري الرسمي.

## بطولات عالمية
وشاركت بعدة بطولات عالمية أهمها
- بطولة أوروبا المفتوحة في يوغسلافيا عام 1996 التابعة لمنظمة «واكو» WAKO
- بطولة العالم بولاندا 1997 التابعة لمنظمة «واكو» WAKO
- بطولة أوروبا المفتوحة انكلترا 1999 التابعة لمنظمة WUMA
- بطولة العالم لبنان 1999 التابعة لمنظمة WKA
- بطولة العالم اليونان 2000 التابعة لمنظمة WPKA
- بطولة العالم للـ K1 صربيا 2007 التابعة لمنظمة WAKO

## ألقاب
كما حازت على عدة ألقاب وهي
- بطلة أوروبا Light Contact انكلترا 1999
- بطلة أوروبا Full Contact في انكلترا 1999
- مدرب Full Contact للمنتخب الوطني السوري في لبنان 1999
- بطلة العالم Light Contact اليونان 2000
- بطلة العالم Full Contact اليونان 2000
- بطلة أندية العالم اليونان عام 2000
- برونزية بطولة العالم Tai boxing بلغراد 2007
- بطلة الجمهورية في ألعاب القوى، رمي القرص لعام 2003

## ألعاب أخرى

### كرة السلة
- تمارس لعبة كرة السلة منذ عام 1984 في نادي النواعير (الجماهير سابقاً)
- لاعبة ارتكاز في عدة أندية: قاسيون - الوحدة – الجيش – الشرطة - الثورة – بردى.
- لاعبة في المنتخب الوطني السوري لكرة السلة لعدة أعوام وقد شاركت في:
- الدورة العربية في لبنان 1997
- بطولة أرمينيا الدولية 1998
- الدورة العربية في الأردن 1999
- وتمارس كرة السلة إلى الآن من خلال منتخب نادي الثورة للسيدات كلاعب أساسي.

وقد توقفت كلاعبة منتخب كرة سلة لتفرغها للعب الدولي بلعبة «الكيك بوكسينغ» و" البوكسينغ التايلاندي «مواي تاي» كلاعبة ومدربة.
موظفة في إدارة الإعداد البدني والرياضة على مرسوم رئاسي لتوظيف الأبطال
- وتستعد بطلة كأس العالم في رياضة «الكيك بوكسينغ» عزة عطورة للمشاركة في بطولة كأس العالم للمتميزين في رياضة «مواي تاي» القتالية برعاية إدارة الإعداد والبدني والرياضة في الجيش السوري والقوات المسلحة وبالتعاون مع شركة Shabab Plus 4 Media ، وستجري البطولة في روسيا بمدينة "أنابا" في الفترة من 14 وحتى 18 تشرين الأول (أكتوبر) 2010.
- وتشارك عطورة في البطولة من خلال الوزن المفتوح في الكيك بوكسينغ - للنسق القتالي k1 ، وهو نسق قتالي مشتق من لعبة البوكس التايلاندي موياي تاي.